# Крествуд (Іллінойс)
Крествуд (англ. Crestwood) — селище (англ. village) в США, в окрузі Кук штату Іллінойс. Населення — 10 826 осіб (2020).

## Географія
Крествуд розташований за координатами 41°38′44″ пн. ш. 87°44′24″ зх. д. / 41.64556° пн. ш. 87.74000° зх. д. (41.645598, -87.740078).  За даними Бюро перепису населення США в 2010 році селище мало площу 7,96 км², з яких 7,89 км² — суходіл та 0,07 км² — водойми.

## Демографія
Згідно з переписом 2010 року, у селищі мешкало 10 950 осіб у 4898 домогосподарствах у складі 2619 родин. Густота населення становила 1375 осіб/км².  Було 5141 помешкання (646/км²).
Расовий склад населення:
| - 87,1 % — білих - 6,8 % — чорних або афроамериканців - 1,0 % — азіатів - 0,2 % — корінних американців - 3,1 % — осіб інших рас |

До двох чи більше рас належало 1,8 %. Частка іспаномовних становила 8,1 % від усіх жителів.
За віковим діапазоном населення розподілялося таким чином: 16,9 % — особи молодші 18 років, 61,8 % — особи у віці 18—64 років, 21,3 % — особи у віці 65 років та старші. Медіана віку мешканця становила 44,8 року. На 100 осіб жіночої статі у селищі припадало 87,6 чоловіків;  на 100 жінок у віці від 18 років та старших — 82,6 чоловіків також старших 18 років.
Середній дохід на одне домашнє господарство  становив 60 669 доларів США (медіана — 53 081), а середній дохід на одну сім'ю — 75 626 доларів (медіана — 68 829). Медіана доходів становила 56 989 доларів для чоловіків та 42 207 доларів для жінок. За межею бідності перебувало 8,7 % осіб, у тому числі 7,4 % дітей у віці до 18 років та 11,5 % осіб у віці 65 років та старших.
Цивільне працевлаштоване населення становило 5066 осіб. Основні галузі зайнятості: освіта, охорона здоров'я та соціальна допомога — 27,4 %, виробництво — 11,6 %, будівництво — 11,1 %.